# RimWorld
Rimworld je indie hra o budování kolonie na cizí planetě. Původně vznikla z crowdfundingové kampaně na Kickstarteru a do předběžného přístupu vstoupila už v roce 2013, oficiálně vydána byla o 4 roky později.

## Příběh
V daleké budoucnosti se lidstvo díky vynálezu mezihvězdného letu rozšířilo po celé galaxii, nicméně se nepodařilo vyvinout žádnou metodu nadsvětelného pohonu a cesty mezi světy tak trvají celé roky. Z toho důvodu se stabilní civilizace vytvořila pouze na planetách, které jsou v relativní blízkosti a mohou mezi sebou tedy obchodovat a spolupracovat. Hra se místo toho odehrává na vzdáleném, takzvaném okrajovém světě, daleko od vyspělého a civilizovaného vesmíru, kde neexistuje žádná centrální vláda a obyvatelé jsou rozptýleni do nejrůznějších frakcí, ať už primitivních kmenů žijících jako lovci a sběrači, relativně vyspělých průmyslových společností, až po gangy agresivních pirátů. Příběh hráčových postav je dán zvoleným scénářem. 
- Tvrdé přistání: 3 lidé byli nuceni uniknout z linkové lodi v únikových modulech a ocitli se tak v opuštěné části okrajového světa. V tomto scénáři má hráč slušné počáteční zásoby, včetně trvanlivého jídla, palných zbraní, lékárniček a technologických znalostí. Tento scénář je považován za "hlavní".
- Ztráta kmene: 5 přeživších členů kmene zmasakrovaného mechanoidy (strojovými vojáky) se snaží o nový začátek. V tomto scénáři hráč začíná prakticky bez technologických znalostí a navíc je výzkum pokročilejších technologií tvrdě penalizován.
- Bohatý průzkumník: Jeden, dobře vybavený kolonista, který na okrajový svět přiletěl dobrovolně v touze za dobrodružstvím. Výborná počáteční výbava včetně pokročilé zbraně a vyspělých lékárniček.
- Nahá brutalita: Měla to být jen rutinní operace, místo toho se náš nešťastník probudil nahý v únikovém modulu mířícím na okrajový svět, bez výbavy, zbraní, oblečení, prostě bez ničeho.
- Mechanitor: Jediný kolonista, který utekl ze svého domova, a jeho mechaničtí služebníci. Scénář je zaměřen na mechaniku mechanitorů (lidí schopných mentální kontroly mechanoidů) z DLC Biotech.
- Sanguofág: Změněný kolonista byl nucen uprchnout na okrajový svět před lovci svého druhu. Jeho archity prosycená krev mu zajišťuje nesmrtelnost a mnoho zvláštních schopností, ale k přežití potřebuje lidskou krev a v ostatních vzbuzuje strach a nenávist. Přežití tohoto sanguofága tedy nebude jednoduché. DLC Biotech.

- Anomálie: Výzkumná výprava přiletěla na okrajový svět zkoumat záhadný monolit, ale jejich loď byla náhle a nevysvětlitelně zničena, zachránili se pouze tři z nich a jeden další, ze kterého se stal nemrtvý tvor. Jejich mise nicméně nekončí. DLC Anomaly
- Graviloď: Měla to být jen rutinní záchranná operace vzácných materiálů z dereliktní orbitální platformy, ale ukázalo se, že se jedná o zcela funkční relé mechanoidího roje, který nemá největší radost, že jste mu ukradli jeho majetek, a půjde po vás, dokud vás nezničí, nebo nezničíte vy jeho. V tomto scénáři začínáte s vlastní malou gravilodí, ale na žádném místě nemůžete zůstat dlouho, než vás mechanoidi najdou, musíte tedy prchat před pronásledujícím rojem a najít způsob, jak jej zničit.

## Gameplay[2]
Cílem hry je vybudovat funkční a soběstačnou kolonii, která umožní kolonistům vést relativně bezpečný a pohodlný život. Hráč je tedy zodpovědný za budování obytných i užitkových struktur, zisk jídla (lov, sběr, pěstování, chov, loupeže apod.), zajišťování bezpečnosti před útočníky, výzkumu nových technologií, výrobu elektrické energie a další věci.
Svět, na kterém se hra odehrává, je náhodně generován a obsahuje celou řadu různých prostředí, od ledových ker po husté džungle, všechny tyto biomy mají svou specifickou faunu a flóru, teploty, roční období či dostupné materiály. V džungli například bude vždy dostatek stavebního materiálu či potravin díky celoročnímu vegetačnímu období, ale kolonisté mohou dostat malárii či úpal. V nitru hor je pak příjemná teplota, dostatek nerostných zdrojů a snadná obrana, ale může být nedostatek orné půdy a navíc hrozí smrtící zamoření nebezpečným obřím hmyzem či zával.
Kolonisté jsou též náhodně generováni a jejich schopnosti, zájmy i povahové rysy se tak budou výrazně lišit. Někdo může být například dobrý střelec, jiný zase střelné zbraně odmítá vzít do ruky, další mohou být například dobří stavitelé, řemeslníci, lovci, zemědělci, umělci, vyjednavači či výzkumníci, možností je mnoho a nikdo se nestihne naučit vše. Postavy mezi sebou také vytvářejí vztahy, což se může pohybovat od pravidelných krvavých bitek až po milostný vztah. Jejich psychika také hraje velkou roli, pokud například budou mít špatné oblečení, nedostatek jídla, bolesti nebo nedej bože budou nuceni jíst bez stolu, podepíše se to na jejich náladě a může jim hrozit psychické zhroucení či dokonce vražedný záchvat. Nové kolonisty je možné získávat přesvědčováním zajatců či plněním úkolů.
Velice důležitý je též zdravotní stav kolonistů, pokud bude kolonista zraněn, může bez lékařské pomoci rychle vykrvácet, ale zdravotní stav nekončí u zranění. Kolonisté mohou například přijít o končetinu nebo orgán, což výrazně omezuje jejich výkonnost. Také jim po zranění hrozí trvalé následky, především bolestivé a omezující jizvy či dokonce poškození mozku. Většinu těchto neduhů je možné vyléčit pomocí protetické či bionické náhrady, některé (především nemoci pramenící ze stáří, jako například Alzheimerova choroba) však vyžadují téměř všemocné sérum léčivých mechanitů. Dokonce ani samotná smrt však nepředstavuje úplný konec kolonisty, hráč totiž může sehnat také oživovací mechanití sérum, které dokáže přivést nedávno zesnulého zpět k životu. Nicméně těchto sér je jako šafránu a jejich majitelé se jich nebudou chtít vzdát lacino.
Ostatní frakce se dělí dle své civilizovanosti a ochoty s hráčem spolupracovat, což ovlivňuje druhy útoků i zboží nabízené při obchodu. Primitivní kmeny obvykle nabízejí především málo zpracované přírodní zdroje (kůže, maso, plodiny apod.) a v boji spoléhají na velké počty, naopak vyspělejší frakce budou nabízet technologicky pokročilejší zboží a bojovat pomocí palných zbraní. Jednu z největších hrozeb pak představují agresivní mechanoidi, kteří jsou díky plastocelovému pancíři velmi těžce zranitelní většinou zbraní a mohou své nepřátele trhat na kusy pomocí energetických zbraní nebo ostrých čepelí. Některé frakce, konkrétně piráti a divoké kmeny, jsou pak nepřátelské za všech okolností a není možné se s nimi spřátelit, stejně tak se nelze spřátelit s mechanoidy.
Hráč si na začátku vybírá AI vypravěče, který řídí četnost a druhy náhodných událostí, které se stanou.
- Cassandra Classic - Postupně se stupňující výzva.
- Phoebe Chillax - Negativní události jsou daleko od sebe, aby měl hráč klid na budování kolonie, ale stejně jej mohou tvrdě zasáhnout.
- Randy Random - Náhodné a nepředvídatelné události, které mohou hráči nesmírně pomoci, nebo jej zadusit už krátce po začátku hry.

Hráč bude také, v závislosti na zvoleném scénáři, postupovat po technologickém stromě, který začíná neolitickými technologiemi, které mohou obnášet například výrobu luku či pěstování kakaovníku, a končí technologicky pokročilými možnostmi, včetně výroby bionických náhrad za orgány, pokročilých zbraní a obranných systémů, či dokonce komponent pro vesmírnou loď. Některé technologie však zůstávají mimo hráčův dosah a je možné k nim získat přístup jen obchodem, odměnou za quest či loupeží. Jedná se především o věci vyrobené archotechy (nesmírně pokročilými AI, které již překročily hranice lidského chápání) či pocházejí z dalekých vyspělých světů, především o pokročilé lékárničky, zbraně či pokročilé náhrady orgánů či končetin.
Ostatní frakce mohou hráči zadávat questy, které mohou obnášet například stavbu monumentu, výpravu, hlídání vězňů, návštěvu hostů, vyprovokovaný útok nepřátel a další věci. Za jejich splnění si hráč obvykle může vybrat materiální odměnu nebo zlepšení vztahů s danou frakcí.

## DLC[4]
Ke hře bylo zatím vydáno 5 DLC.
- Royalty: Okrajový svět osídlí uprchlíci z padlého Impéria, technologicky pokročilé a izolacionistické společnosti založené na feudálním principu. Tito Imperiálové mají přístup k nejvyspělejším technologiím a mocným psionickým schopnostem. Bohužel nejsou ochotni se bavit s kýmkoliv, kdo nemá jejich šlechtický titul. Jsou ale ochotni tyto tituly udělovat komukoliv, kdo Impériu prokáže svou věrnost a služby, konkrétně za splnění úkolu či darování zlata nebo otroků může kolonista získat takzvanou poctu, která určuje titul, na který má nárok, a zároveň je využívána jako platidlo za oprávnění, kdy hráč může požádat Impérium o pomoc a například dostat zásilku zboží či vojenskou jednotku na obranu své osady. Impérium do hry přináší nové zbraně (například monomeče) a nové druhy implantátů. Hlavní novinkou jsou ale psionické schopnosti, které postavám umožňují získávat nadpřirozené schopnosti a například telepaticky manipulovat se zajatými nepřáteli, vytvářet dočasná krytí či dokonce všechny kolem sebe dohnat k šílenství.
- Ideology: V co věříte? Toto DLC do hry přidává systém takzvaných ideoboženství, které určují názory postav na různé aspekty života. Tato ideoboženství především určují, jaké činnosti mohou dané postavy vykonávat, či jaký dopad budou mít na jejich náladu. Pokud například bude zapřisáhlý kanibal donucen nejíst lidské maso, bude trvale naštvaný, pokud ho někdo nepřesvědčí, že jíst lidi je ošklivé. Transhumanista zase bude požadovat pravidelné omlazování v bioplastické komoře či bionické náhrady za "slabé" biologické orgány či končetiny. Toto DLC též přidává různé sociální role, rituály a další questy. Krom toho také přidává tzv. bioplastické komory, které mohou postavám léčit zranění a nemoci, regenerovat některé ztracené části těla a léčit trvalé následky, či je dokonce omlazovat.
- Biotech: V rámci programů osidlování různých planet, od ledových po pouštní, byly díky přirozenému vývoji i pokrokům v genetické editaci vytvořeny nejrůznější "poddruhy" druhu Homo sapiens, které toto DLC přidává do hry. Od vlčích yttakinů, přes v pouštích prosperující rohaté impidy, po supervojáky, každý z těchto xenotypů má něco do sebe, byť často přináší i nevýhody. Vynalezněte xenogenetiku a pusťte se do genetických augmentací vlastních kolonistů. Nejpokročilejší z těchto úprav, které využívají speciální archity (nanity), pak mohou kolonisty přetvořit v nestárnoucí a téměř nesmrtelné polobohy. Krom toho DLC přidává možnost výroby vlastních mechanoidů a plození nových malých kolonistů, ať už čistě biologické či za použití speciálních růst urychlujících komor, nicméně šťastné dětství strávené hraním a učením vede ke schopnějším a zdatnějším kolonistům.
- Anomaly: V blízkosti kolonie je nalezen podivný monolit bzučící psionickou energií. Pokud se jej rozhodnete aktivovat, zjistíte, že je portálem do jiné dimenze (nazývané Void - Nicota) obývané zlovolnou archoteckou inteligencí, která do světa přináší mnoho anomálií. Od nejrůznějších "nemrtvých" tvorů, monster, po psionicky aktivní předměty vyvolávající závislost každého, kdo se ocitne v jejich blízkosti, po další strašlivá nebezpečí. Výzkumem těchto anomálií a monolitu nicméně můžete získat přístup k mocným novým materiálům, technologiím a psionickým rituálům. DLC také přináši nový konec v podobě cesty do této Nicoty.
- Odyssey: Z dalekých třpytosvětů a z blízkých hnízd mechanoidů byla získána vzácná technologie gravi-jader, která umožňují vesmírným lodím rychlý přesun po planetě i na oběžnou dráhu, kde čeká řada nových pokladů, výzev a samozřejmě nebezpečných nepřátel. Pokud jedno takové naleznete, můžete si sestrojit vlastní vesmírnou loď a s tou létat na expedice do řady nových biomů, dávných komplexů, vesmírných stanic a dalších lokalit, či se dokonce usadit na oběžné dráze. Dále přidává řadu nových technologií, například laserové zbraně, nová zvířata, nové úkoly a řadu dalších věcí.

## Vítězství ve hře[5]
Pokud chce hráč zvítězit, musí alespoň jeden živý kolonista planetu opustit. K tomu existuje několik způsobů.
- Vlastní loď: Pokud hráč vyzkoumá všechny závěrečné technologie, může vybudovat vlastní vesmírnou loď a z planety odletět. Nicméně stavba vyžaduje spoustu materiálů a i po postavení lodi není vyhráno. Aktivaci lodního reaktoru je možné zaměřit z velké vzdálenosti, a startovací sekvence trvá 15 dní, což je více než dost času, aby na místo dorazili nepřátelé či zoufalí lidé, kteří jsou ochotni udělat cokoliv, aby mohli planetu opustit sami.
- Loď ke hvězdám: Hráče krátce po příletu kontaktuje přátelská AI a informuje ho, že na planetě se nachází provozuschopná loď. Ta je nicméně velmi daleko, a dostat se k ní tedy vyžaduje dlouhou cestu v karavaně, kdy hráč musí zajišťovat svým lidem vše potřebné k přežití takříkajíc za pochodu, i když je možné vybudovat dočasné osady. Stejně jako u prvního konce je nutné loď aktivovat a bránit, dokud se zcela nenastartuje.
- Královský vzestup (DLC Royalty): Alespoň jeden kolonista musí získat od Impéria titul barona. Následně je možné pozvat samotného hvězdovláce na návštěvu v souladu se zvyky a zákony Impéria. Pokud bude hvězdovládce se svou 12denní návštěvou spokojen, vezme barona i ostatní kolonisty ke svému dvoru ve vesmírné flotile Impéria. Nicméně hvězdovládce vyžaduje velice luxusní ubytování i stravování a o jeho přítomnosti se nevyhnutelně dozvědí všichni nepřátelé, kteří budou na osadu tvrdě dotírat, aby jej mohli zavraždit.
- Archonexus (DLC Ideology): Hráč musí vybudovat několik osad, které následně prodá ostatním frakcím výměnou za část mapy k archonexusu, ke kterému se následně musí kolonisté vydat. Hra skončí se slovy, že nelze předpovědět, co se s kolonisty stane.
- Cesta do nicoty (DLC Anomaly): V případě, že je ve hře spuštěna mechanika monolitu, může být monolit nakonec aktivován a umožnit jednomu kolonistovi cestu do "Kovového pekla" kde může buď přijmout "dar nicoty" (ztrátu lidskosti a získání velké moci a částečné nesmrtelnosti) nebo přerušit spojení monolitu s nicotou a trvale ho tak zneškodnit. Přestože je tento čin považován za vítězství ve hře, na rozdíl od ostatních konců hra pokračuje se všemi kolonisty a je tedy možné se vydat na cestu za dalším koncem.
- Konec: Pokud zahynou všichni kolonisté, hra je též u konce. Dle vývojářů se v takovém případě nejedná o hráčovo selhání, ale o "tragédii". Pro pokračování je možné vytvořit nové postavy (poutníky), kteří místo najdou a znovu osídlí.